# روش‌های کامپیوتری تحلیل و طرح مدار
روش‌های کامپیوتری تحلیل و طرح مدار کتابی با ترجمهٔ پرویز جبه دار مالانی است که در سال ۱۳۶۹ منتشر و در مراسم کتاب سال جمهوری اسلامی ایران به‌عنوان کتاب برگزیده معرفی شد.